# 유엔 코소보 임시행정부
유엔 코소보 임시행정부(영어: United Nations Interim Administration Mission in Kosovo, UNMIK)는 코소보를 잠정 통치하는 유엔 산하 민간 기구이다.
1999년 6월 10일에 채택된 유엔 안전 보장 이사회 결의 제1244호에 따라 설립되었다. 2008년 2월 17일 코소보 의회는 코소보의 독립선언을 만장일치로 채택했다. 그러나 유엔 안전 보장 이사회 결의 제1244호는 여전히 유효하고, 코소보 통치의 최고 책임자는 여전히 유엔 사무총장이 임명한 코소보 특별 대표가 맡고 있다.
코소보는 수년 동안 세르비아 정부와 현지에서 다수파를 차지하는 알바니아인 주민들 사이에서 정치적 분쟁, 영토 문제를 겪고 있었다. 코소보에 대한 세르비아의 영유권 주장은 국제 사회의 일부에서 인정받고 있지만, 다수의 국가들은 코소보를 독립 국가로 인정하고 있다.

## 역사
1999년 6월 10일 코소보 전쟁의 종전과 함께 채택된 유엔 안전 보장 이사회 결의 제1244호에 따라 설립되었다. 이 결의에 따라 코소보는 유엔 임시행정부가 관할하는 지역이 되었다. 유엔 코소보 임시행정부는 코소보의 행정을 담당했으며 북대서양 조약 기구(NATO)가 주도하는 유엔 코소보 평화유지군(KFOR)은 코소보의 치안을 담당했다.
2001년 유엔 코소보 임시행정부는 코소보의 헌법 구조를 마련하고 선거를 통해 선출된 의회, 대통령, 총리 등으로 구성된 잠정 자치 정부 기구를 설립했다. 2001년 말에 코소보에서는 처음으로 자유로운 전국적인 선거(지방 자치체 선거는 지난 해에 실시되었음)가 실시되었다. 유엔 코소보 임시행정부는 여러 민족으로 구성된 코소보 경찰을 감독했다. 2004년 3월 코소보에서는 전쟁 종식 이래 최악의 폭동이 일어났다. 여러 차례의 소규모 충돌이 계속되면서 대규모 폭동으로 확산되었다.
2008년 2월 17일 코소보는 세르비아로부터 일방적인 독립을 선언했다. 코소보는 1년 동안 서방권 국가들을 중심으로 50개국 이상의 국가로부터 독립 국가로 승인받았다. 2008년 8월에는 코소보 헌법이 제정되었다. 유엔은 코소보의 체제 이행과 함께 직원을 70% 정도 축소했다. 유엔이 코소보에서 갖고 있던 대부분의 권한은 코소보 정부, 유럽 연합(EU)이 주도하는 유럽 연합 법치 임무단(EULEX)에 이관되었다.
코소보에 관한 권한을 유엔 코소보 임시행정부에서 유럽 연합 법치 임무단으로 이관하려는 계획은 코소보의 독립에 반대 입장을 표명했던 러시아의 반대로 좌절되고 만다. 반기문 유엔 사무총장은 유엔 코소보 임시행정부의 잠정적인 개편을 결정했다.
유엔은 알바니아인이 다수를 차지하는 지역에 대해서는 유럽 연합에 권한을 이양하는 한편 세르비아인이 다수를 차지하는 지역에 대해서는 경찰을 파견하여 코소보에 거주하는 세르비아계 소수 민족에 대한 임무를 계속한다는 계획을 마련했다. 이는 세르비아인이 다수를 차지하는 지역에서 유럽 연합이 존재하는 것에 대한 반대 여론에 대응한 것이다.
2008년 12월 유럽 연합 법치 임무단은 유엔 코소보 임시행정부로부터 대부분의 임무를 넘겨받았다. 법률 분야, 특히 경찰, 사법, 관세에 관해서 코소보 당국을 지원하는 역할을 맡고 있다.

## 기구
유엔 코소보 임시행정부는 "4개의 기둥"으로 구성되어 있다.
- 1번째 기둥: 코소보의 정치, 사법 담당 (유엔 주도)
- 2번째 기둥: 코소보의 문민 정치 담당 (유엔 주도)
- 3번째 기둥: 코소보의 민주화, 기구 건설 담당 (유럽 안보 협력 기구(OSCE) 주도)
- 4번째 기둥: 코소보의 부흥, 경제 개발 담당 (유럽 연합(EU) 주도)

1번째 기둥과 2번째 기둥의 시행에 관한 책임은 코소보 자치 정부에 이양되었지만 유엔은 여전히 이들 기구의 시행을 감시하고 있다. 유엔 코소보 임시행정부가 내부 개혁에 들어가면서 기구의 구조 또한 변경되었다.
2번째 기둥이 해체된 뒤에는 경찰청장, 법무장관은 이전과 같이 부대표가 아니라 유엔 사무총장 특별 대표에게 직접 보고를 하는 형식으로 변경되었다. 2번째 기둥이 문민 통치 전문 기구로 축소되면서 특별 대표가 직접 보고를 형식으로 변경되었다.
유엔 코소보 임시행정부는 폭동 진압을 담당하는 무장 경찰 부대, 구속 수사 등 법률 집행을 관할하는 유엔 경찰청을 감독한다. 북대서양 조약 기구(NATO)가 주도하는 코소보 평화 유지군은 유엔 코소보 임시행정부의 지원을 통해 코소보의 치안 유지 임무를 수행하고 있지만 유엔의 하위 기구는 아니다.

## 임무
유엔 안전 보장 이사회 결의 제1244호에 따라 유엔 코소보 임시행정부는 다음과 같은 임무가 부여되어 있다.
- 코소보의 기초적인 문민 정치 기구 담당
- 실효성이 있는 코소보의 자치와 코소보 자치 정부 설립 추진
- 코소보의 미래 지위를 경정하는 정치적 과정 수립
- 코소보에 대한 국제적인 인도적 지원, 재해 복구 계획 수립
- 코소보의 주요 기반 시설 부흥
- 코소보의 민간 법질서 유지
- 코소보의 인권 신장
- 코소보 출신 난민과 국내실향민의 안전한 코소보 귀환

## 같이 보기
- 코소보군
- 자치정부 임시협회
- 유럽 연합 코소보 임무